# タウフィック・ヒダヤット
タウフィック・ヒダヤット（Taufik Hidayat、1981年8月10日 - ）は、インドネシアの男子バドミントン選手。バンドン生まれ。

## 概要

### 1998年～2000年
- ジュニア大会を除く国際大会デビュー戦は1998年、国別対抗戦のトマス杯男子シングルス。このとき16歳でインドネシア代表メンバーに選抜されていた彼は、腰痛持ちだった当時エースのハリアント・アルビの代役として序盤戦に出場し、勝利している。
- 1999年には、バドミントンにおいて最も長い歴史と伝統を誇る全英選手権で、17歳という異例の若さで決勝まで進み準優勝、さらに翌年の同大会でも準優勝した。
- 2000年には前年からの活躍によってシドニー五輪の出場権を獲得。中国の吉新鵬（金メダリスト）に敗れたものの5位入賞（ベスト8）を果たした。

### 2001年～2004年
- 2001年には初めてベスト4に進出したセビリア世界選手権で準決勝の試合中に怪我のため棄権となったことがあった。
- 2002年には母国開催のインドネシアオープンで2年ぶり・3回目の優勝を果たす。韓国の釜山で行われたアジア大会では、個人戦（男子シングルス）で金メダルを獲得。
- 2003年は膝などの故障で低迷し苦しい時期があったが2003年半ばには体調も回復し、優勝こそないものの五輪出場に必要な最低限のポイントは稼ぎつつ、本番に向け順調に調整を進めるようになる。
- 2004年、第1シードだった前回とは打って変わってノーシードで挑んだアテネ五輪では金メダルを獲得した。これは、同大会でインドネシアにもたらされた唯一の金メダルとなった。

### 2005年～
- 2005年に出場したアナハイム世界選手権では、五輪後に幾つものトーナメントで優勝していたランキング1位の林丹を決勝で下して初優勝。男子シングルスの選手として初めてオリンピックと世界選手権の両タイトルを獲得した選手となった。
- 2006年5月に日本で開催されたトマス杯では日本代表の佐藤翔治に敗れる（彼に勝ったことがある日本選手は他にもいる）。10月のYONEX OPEN JAPANでは、ノーシードながら決勝に駒を進めるが、決勝で中国の林丹にファイナルゲームの末敗れる。12月にドーハで開催されたアジア大会は、団体戦で2度敗れた林丹を男子シングルスの決勝で破り、同種目の2連覇を達成する。
- マレーシアのリー・チョンウェイ選手との親交が深く、2011年3月11日に日本で発生した震災と津波の被災者のためにリー・チョンウェイ選手が開催したチャリティー・イベントにも積極的に協力している。
- 2011年8月にはインドネシアのナショナルチームのメンバーと共に同じく東日本大震災やその津波の被災者のためのチャリティーイベントのために来日していくつかの都市を回っている。
- 日本のバドミントンファンの間で人気が高い海外の選手の一人である。
- 母国のインドネシアには彼の名を冠した「タウフィック･ヒダヤット･アリーナ」というバドミントンを始めとするスポーツの競技場複合施設がある。
- ロンドン五輪はベスト16。
- 2013年にジャカルタで開催されたインドネシアオープン（スーパーシリーズプレミア）を最後に現役引退。

## プレースタイル
- タウフィック・ヒダヤット＝バックハンドのイメージが定着するほど、バックハンドからのストロークに長けている。一般にはハイバックからのショットはフォアハンドに比べ弱いが、彼の場合はハイバックからでもエースが取れるほど強力である。

## エピソード
- 愛称はタウフィックを省略して「タフィー」または「タフィ」と呼ばれている。
- 日本代表選手である田児賢一が尊敬する人物としてタウフィック・ヒダヤットを挙げており、彼のプレースタイルを真似たりしている。その縁でバドミントンマガジン誌上で対談を行い、田児に対してエールを送った。
- ヒダヤットの最大の武器であるバックハンドは非常に有名で、YouTubeなどの動画投稿サイトでは、ヒダヤットのバックハンドショットだけを編集した動画が数多く見られる。